# Saint-Léger (Aquitania)
Saint-Léger è un comune francese di 173 abitanti situato nel dipartimento del Lot e Garonna nella regione della Nuova Aquitania.

## Società

### Evoluzione demografica
Abitanti censiti